# Niederneisen
Niederneisen ist eine Ortsgemeinde im Rhein-Lahn-Kreis in Rheinland-Pfalz. Sie gehört der Verbandsgemeinde Aar-Einrich an.

## Geographie

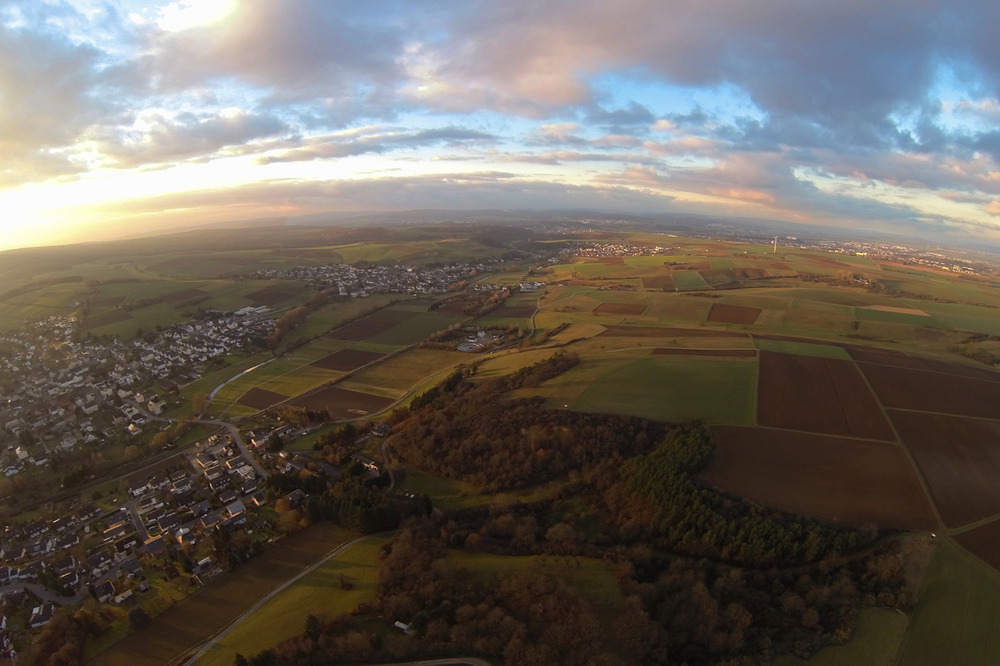
170 m über Niederneisen

Niederneisen liegt im Taunus am Fluss Aar sechs Kilometer südlich von Limburg an der Lahn.

## Geschichte
Grabfunde in der Schönborner Straße aus fränkischer Zeit belegen bereits eine frühe Besiedlung um 600. Diese Funde befinden sich heute im Heimatmuseum Diez.
Die erste urkundliche Erwähnung datiert auf das Jahr 790. Diese Urkunde beinhaltet die Schenkung Niederneisens sowie einiger umliegender Dörfer von Karl dem Großen an die Abtei Prüm.
Der Ort gehörte ab 1815 zum Amt Diez des Herzogtums Nassau, nachdem das Amt Flacht aufgelöst wurde. Nach der Annexion durch Preußen im Jahre 1866 wurde der Unterlahnkreis mit Diez als Kreisstadt eingerichtet. Seit dessen Auflösung gehört Niederneisen zum Rhein-Lahn-Kreis.
1859 wurde ein Gemeinde-Backhaus errichtet, das auch die Funktionen eines Rathauses übernahm und über einen Glockenturm verfügte. Heute wird das gesamte Gebäude als Rathaus genutzt.
1818 wurde in Niederneisen erstmals Schulunterricht erteilt, zunächst in Privathäusern. 1823 wurde das heute nicht mehr vorhandene Schulhaus fertiggestellt. 1925 entstand ein neues Schulgebäude, das bis 1975 für diesen Zweck genutzt wurde, zuletzt nur als Grundschule. 1926 wurde die Turnhalle errichtet, 1928 der Sportplatz eingeweiht. 1934 nahm der erste Niederneisener Kindergarten seinen Betrieb auf. 1967 entstand die heutige Sporthalle. Von 1898 bis 1977 gab es eine Molkerei im Ort. 1995 wurde das heutige Schulgebäude fertiggestellt und bezogen.
Die Einwohnerschaft entwickelte sich im 19. und 20. Jahrhundert wie folgt: 1843: 673 Einwohner, 1927: 961 Einwohner, 1964: 1164 Einwohner.

## Religion
In Flacht ist bereits für das Jahr 881 eine Kirche beurkundet, der Ort dürfte somit recht früh kirchlicher Mittelpunkt für die umliegenden Orte gewesen sein und war bis 1815 auch Hauptort des Amtes Flacht, zu dem Niederneisen gehörte. 1815 wurde das Amt Flacht aufgelöst, das Kirchspiel Flacht, zu dem Niederneisen gehört, besteht bis heute.

## Politik

### Gemeinderat
Der Gemeinderat in Niederneisen besteht aus 16 Ratsmitgliedern, die bei der Kommunalwahl am 9. Juni 2024 in einer personalisierten Verhältniswahl gewählt wurden, und dem ehrenamtlichen Ortsbürgermeister als Vorsitzendem.
Die Sitzverteilung im Gemeinderat:
| Wahl | SPD | CDU | Grüne | FWG | Gesamt   |
| ---- | --- | --- | ----- | --- | -------- |
| 2024 | –   | 8   | 2     | 6   | 16 Sitze |
| 2019 | 2   | 7   | 3     | 4   | 16 Sitze |
| 2014 | 5   | 7   | 2     | 2   | 16 Sitze |
| 2009 | 5   | 7   | –     | 4   | 16 Sitze |
| 2004 | 5   | 8   | –     | 3   | 16 Sitze |

- FWG = Freie Wählergruppe Niederneisen e. V.

### Bürgermeister
Ortsbürgermeister von Niederneisen ist Armin Bendel (CDU). Bei der Direktwahl am 26. Mai 2019 wurde er mit einem Stimmenanteil von 77,13 % gewählt und damit Nachfolger von Karl-Werner Jüngst (CDU), der das Amt 30 Jahre innehatte. Bei der Direktwahl am 9. Juni 2024 wurde Bendel als einziger Bewerber mit 84,2 % für weitere fünf Jahre im Amt bestätigt.

## Kultur und Sehenswürdigkeiten
Durch Niederneisen führen der Wanderweg Aar-Höhenweg und der Rad- und Wanderweg Aartal-Radweg.
Siehe auch: Liste der Kulturdenkmäler in Niederneisen

## Wirtschaft und Infrastruktur

### Verkehr
Die B 54 verläuft in Nord-Süd-Richtung durch Niederneisen. Die nächstgelegenen Autobahnanschlussstellen sind bei Limburg an der Lahn an der A 3.
Die nur mit Draisinen betriebene Aartalbahn verläuft durch das Gebiet der Ortsgemeinde Niederneisen, jedoch hat der Ort keinen Bahnhof. Mitte 2015 sollte die Aartalbahn auf dem Streckenabschnitt von Limburg nach Zollhaus für den Personenverkehr mit einem Stundentakt reaktiviert werden. Niederneisen soll im Falle einer Reaktivierung einen Haltepunkt erhalten. Die Reaktivierung verzögert sich weiterhin, da eine neue Umweltverträglichkeitsstudie gemacht wird. Der Rechnungshof Rheinland-Pfalz gab im Februar 2018 bekannt, dass die Reaktivierung nicht wirtschaftlich sei. Jedoch hat das Landeswirtschaftsministerium das letzte Wort. Inzwischen lassen Hessen und Rheinland-Pfalz gemeinsam mit den zuständigen Aufgabenträgern SPNV-Nord und Rhein-Main-Verkehrsverbund sowie der Rheingau-Taunus-Kreis in einer Machbarkeitsstudie die Reaktivierung der länderübergreifenden Aartalbahn von Wiesbaden über Bad Schwalbach nach Diez und Limburg prüfen. Der nächstgelegene Fernbahnhof ist der Bahnhof Limburg Süd in Limburg an der Lahn.

### Bildung
Niederneisen ist heute Standort einer Grundschule und einer Kindertagesstätte. Bis 1818 war Niederneisen Einzugsgebiet der Schule in Flacht, als in Niederneisen eine Elementarschule, zunächst in Privathäusern, eingerichtet wurde. 1823 wurde eine Schule gegenüber dem Rathaus eingeweiht. Dieses Schulgebäude wurde bis zum Neubau einer Schule im Jahre 1925 genutzt, welche in der Schulstraße gebaut wurde und seit 1975 als reine Grundschule gedient hatte. 1995 wurde in Niederneisen die heutige Grundschule Flacht/Niederneisen in der Mühlgasse errichtet. Der erste Kindergarten wurde 1934 eingerichtet.

## Söhne und Töchter der Gemeinde
- Johann Heinrich Florin (1650–1700), evangelischer Geistlicher und Hochschullehrer an der Hohen Schule Herborn
- Karl Mohr (1820–1885), Reichs- und Landtagsabgeordneter